# مونو (بازیکن فوتبال)
مونو (انگلیسی: Mono؛ زادهٔ ۱ مارس ۱۹۸۹) بازیکن فوتبال اهل اسپانیا است.
از باشگاه‌هایی که در آن بازی کرده‌است می‌توان به باشگاه فوتبال لوانته و باشگاه فوتبال میراندس اشاره کرد.